# Amaní
Le dème d'Amaní, en grec moderne : Δήμος Αμανής / Dímos Amanís, est un ancien dème sur l'île de Chios, en Égée-Septentrionale, Grèce. Depuis 2010, il est fusionné au sein du dème de Chios.
Selon le recensement de 2011, la population du dème s'élève à 983 habitants.